# Гродненская правда
«Гродненская правда» — региональная газета Гродненской области, выходящая два раза в неделю на белорусском и русском языках. Издается с октября 1939 года. Редакционно-издательское здание газеты (1985, архитектор Л. Вильчко) расположено по адресу улица Антонова, 25.
Учредителями являются Гродненский областной и Гродненский городской исполнительные комитеты, Гродненский областной и Гродненский городской Советы депутатов, областное унитарное информационно-рекламное предприятие "Редакция газеты «Гродненская правда».

## История
Основана в сентябре 1939 года как Белостокская областная газета. После освобождения БССР 20 сентября 1944 года Указом Президиума Верховного Совета СССР город Белосток и 17 других районов были переданы Польше. Белостокская область была упразднена 20 сентября 1944 года. С 22 октября 1944 года стала выходить Белостокская областная газета под названием « Гродненская правда ».
С 1965 года издается как орган Гродненского обкома и Горкома КПСС, областных и городских Советов депутатов трудящихся (Советов народных депутатов с 1977 года).

## Общая информация
Общий еженедельный тираж составляет около 70 000 экземпляров. Газета выходит два раза в неделю (среда и суббота) на русском и белорусском языках. Учредители: Гродненский областной и Гродненский городской исполнительные комитеты, Гродненский областной и Гродненский городской Советы депутатов, редакция газеты «Гродненская правда». Імеет тематические приложения «Гродно Вестник» и «Реклама». Редакция газеты «Гродненская правда» зарегистрирована в Министерстве информации Республики Беларусь (№ 582).
Печатается в Брестской типографии. Распространяется на территории Гродненской области через систему «Белсоюзпечать», в магазинах города Гродно и магазинах всех районных потребительских союзов области, а также через сеть уличных распространителей. Награждена орденом Дружбы народов (1982), лауреат IV, V, VI Всероссийских конкурсов печатных СМИ «Золотая буква».

## Главный редактор
С января 2024 года должность главного редактора занимает Татьяна Сергеева. До этого она занимала должность начальника отдела по связям со СМИ главного управления идеологической работы и по делам молодежи Гродненского облисполкома. Ее предшественницей на посту главного редактора была Лилия Новицкая.
По образованию Сергеева — «историк-архивист», в 2010 году окончила Гродненский государственный университет имени Янки Купалы. В 2023 году поступила в Академию управления при Президенте по специальности «Государственное управление и идеология».